# 25 Pułk Artylerii Lekkiej

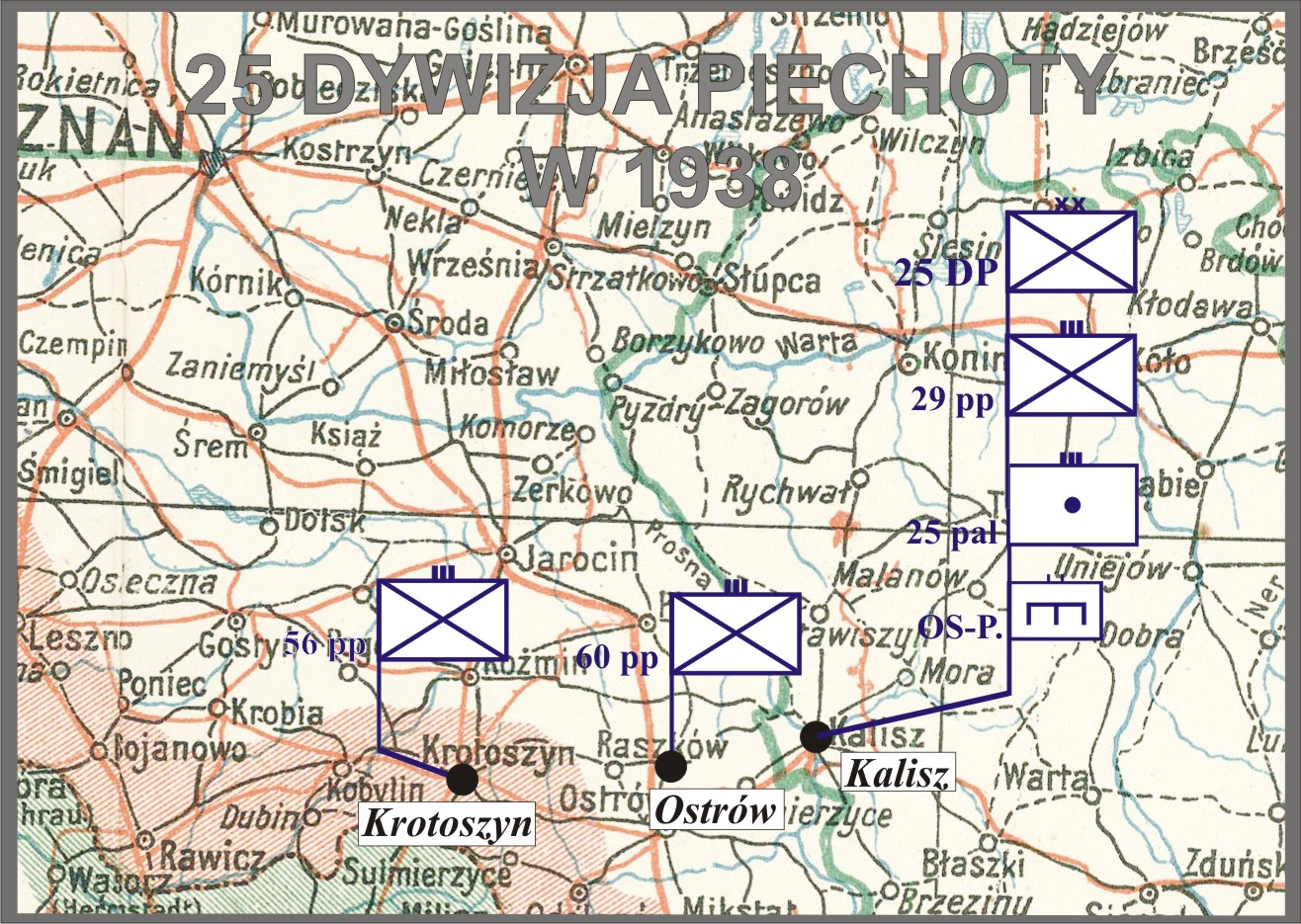
25 DP w 1938

25 Pułk Artylerii Lekkiej Ziemi Kaliskiej (25 pal) – oddział artylerii lekkiej Wojska Polskiego II RP.
W okresie międzywojennym pułk stacjonował w Kaliszu. Stanowił organiczną artylerię 25 Dywizji Piechoty. Od 1929, pod względem wyszkolenia fachowego, podlegał dowódcy 7 Grupy Artylerii.

## Formowanie
31 października 1921 roku w Kaliszu, na terenie Okręgu Korpusu Nr VII, został sformowany 25 pułk artylerii polowej. Jednostka powstała z połączenia III dywizjonu 14 pułku artylerii polowej i III dywizjonu 17 pułku artylerii polowej. Oddział stanowił organiczną artylerię 25 Dywizji Piechoty. Od 1929, pod względem wyszkolenia fachowego, podlegał dowódcy 7 Grupy Artylerii.
31 grudnia 1931 roku na podstawie rozkazu B. Og. Org. 1120 – 18 Org. Ministra Spraw Wojskowych marszałka Polski Józefa Piłsudskiego 25 pap został przemianowany na 25 pułk artylerii lekkiej.
W 1933 roku został opublikowany „Zarys historji wojennej pułku” autorstwa porucznika Teodora Pileckiego.
28 maja 1937 roku Minister Spraw Wojskowych generał dywizji Tadeusz Kasprzycki nadał pułkowi nazwę „25 pułk artylerii lekkiej ZIEMI KALISKIEJ”.
| Obsada personalna i struktura organizacyjna w marcu 1939 | Obsada personalna i struktura organizacyjna w marcu 1939 |
| -------------------------------------------------------- | -------------------------------------------------------- |
| dowódca pułku                                            | ppłk Antoni Wereszczyński                                |
| I zastępca dowódcy                                       | ppłk Antoni Wojtanowicz                                  |
| adiutant                                                 | kpt. Tadeusz Wdowiński                                   |
| naczelny lekarz medycyny                                 | por. lek. Władysław Główka                               |
| starszy lekarz weterynarii                               | kpt. Eugeniusz Warnicki                                  |
| oficer zwiadowczy                                        | kpt. Kazimierz Hellebrand                                |
| w dyspozycji dowódcy                                     | kpt. Konstanty Zbijewski                                 |
| II zastępca dowódcy (kwatermistrz)                       | ppłk Józef Jakub Nowak                                   |
| oficer mobilizacyjny                                     | kpt. Bronisław II Nowakowski                             |
| zastępca oficera mobilizacyjnego                         | kpt. Bronisław Dubiniewicz                               |
| oficer administracyjno-materiałowy                       | kpt. Roman Renkawek                                      |
| oficer gospodarczy                                       | kpt. int. Władysław Albin Śliwa                          |
| oficer żywnościowy                                       | chor. Jan Łukowski                                       |
| dowódca plutonu łączności                                | por. Stanisław Bełkowski                                 |
| oficer plutonu                                           | ppor. Bolesław Zozuliński                                |
| dowódca szkoły podoficerskiej                            | kpt. Tadeusz Cieszkowski                                 |
| dowódca plutonu                                          | por. Wacław Obszyński                                    |
| dowódca plutonu                                          | ppor. Franciszek Jabłonka                                |
| dowódca plutonu                                          | ppor. inż. Adam Stanisław Lang                           |
| dowódca I dywizjonu                                      | mjr Stanisław II Boryczko                                |
| adiutant dywizjonu                                       | por. Jerzy Komorowski                                    |
| pomocnik dywizjonu ds. gosp.                             | por. Stanisław Andrzej Zagórski                          |
| dowódca 1 baterii                                        | kpt. Leon Wojciechowski                                  |
| dowódca plutonu                                          | ppor. Tadeusz Stępień                                    |
| dowódca 2 baterii                                        | kpt. Józef Purchla                                       |
| dowódca plutonu                                          | ppor. Władysław Antoni Ostrowski                         |
| dowódca II dywizjonu                                     | mjr Juliusz Arkadiusz Ziółkowski                         |
| dowódca 5 baterii                                        | kpt. Jan Konstanty Trzebuchowski                         |
| dowódca plutonu                                          | ppor. Eugeniusz Michał Kluz                              |
| dowódca 6 baterii                                        | kpt. Zygmunt Wroniecki                                   |
| dowódca III dywizjonu                                    | mjr Andrzej Rzewuski                                     |
| dowódca 7 baterii                                        | kpt. Tadeusz Wiktor Cieszkowski                          |
| dowódca plutonu                                          | por. Stanisław Burzyński                                 |
| dowódca 8 baterii                                        | kpt. Ludwik Juliusz Ostrihansky                          |
| dowódca plutonu                                          | por. Romuald Romski                                      |
| na kursie                                                | por. Mieczysław Trojanowski                              |

## 25 pal w kampanii wrześniowej

### Mobilizacja
23 marca 1939 część oddziałów osłonowych 25 Dywizji Piechoty postawiono w stan gotowości bojowej; większość garnizonów pułków dywizji znajdowała się w bezpośredniej bliskości granicy zachodniej. Ze składu 25 pal zmobilizowano do etatów wojennych w garnizonie Ostrów Wielkopolski dwie baterie armat I dywizjonu pod dowództwem mjr. Stanisława Boryczki. Poszczególne baterie miały wesprzeć prowadzące działania osłonowe, zmobilizowane w tym samym czasie bataliony I/60 pułku piechoty z Ostrowa Wielkopolskiego i I/56 pułku piechoty z Krotoszyna. Baterie podporządkowano dowódcom tych batalionów i miały one za zadanie osłonę na przedpolu swoich garnizonów oraz wykonanie niezbędnych prac fortyfikacyjnych. 24 sierpnia 25 pal zmobilizował się w mobilizacji alarmowej do etatów wojennych, w dwóch garnizonach i dwóch grupach:
w grupie zielonej w garnizonie Ostrów Wielkopolski w czasie od Z+18 do Z+36;
- I dywizjon armat 25 pal,
- kolumnę taborową nr 718,

w grupie niebieskiej w garnizonie Kalisz w czasie od A+24 do A+36;
- III dywizjon haubic 25 pal,
- dowództwo 25 pal z patrolem meteo nr 25,
- II dywizjon armat 25 pal,

oraz jednostki dywizyjne w czasie od A+36 do A+50;
- pluton parkowy uzbrojenia nr 703,
- kolumna taborowa nr 719,
- kolumna taborowa nr 720,
- warsztat taborowy nr 717[11].

W trakcie mobilizacji stawiennictwo rezerwistów było bez zarzutu, braki wystąpiły natomiast w uprzęży końskiej, podkowach oraz w słabej jakości sprzęcie taborowym pochodzącym z mobilizacji. Braki te starano się uzupełnić naprawami lub zakupem na rynku cywilnym. Po dokonanym przeglądzie, stan osobowy pułku złożył przysięgę wojskową. W ramach II rzutu mobilizacji powszechnej w czasie X+5 w Łodzi, przez 10 pułk artylerii lekkiej miała zostać zmobilizowana bateria marszowa 1/25 pal. Z uwagi na zagrożenie Łodzi i ewakuację Oddziału Zbierania Nadwyżek 10 pułku artylerii lekkiej, a także będących w trakcie mobilizacji innych jednostek, bateria marszowa 25 pal prawdopodobnie nie została zorganizowana.    
Od 28 sierpnia 25 pal przeszedł w pobliże rejonu planowanych stanowisk obronnych. 2 i 3 baterie, na przedpolu Ostrowa w rejonie lasu Biskupice Ołoboczne, wspierały batalion III/60 pp rozmieszczony na przedpolu głównej pozycji osłonowej w pobliżu Czekanowa. 1 bateria wspierała, jak dotychczas, na stanowiskach obronnych koło Ostrowa Wielkopolskiego batalion I/60 pp oraz dodatkowo batalion ON „Ostrów”. Na głównej pozycji osłonowej 25 DP nad Prosną zajął stanowiska ogniowe II dywizjon, którego baterie 4 i 5 miały wspierać batalion II/70 pułku piechoty na odcinku Chocz-Janków. Bateria 6/25 pal miała wspierać batalion I/70 pp na odcinku Janków-Jastrzębniki, na północ od Kalisza. Do wsparcia 29 pułku piechoty i innych pododdziałów na przedmościu Kalisz został wyznaczony III dywizjon. Stanowiska III/25 pal rozmieszczono na wschód od Kościelnej Wsi i na północny wschód od wzg. 137 (Sulisławice).

### Działania bojowe

#### Działania w Wielkopolsce
W kampanii wrześniowej 1939 pułk walczył w składzie macierzystej dywizji, podlegającej Armii „Poznań”. O świcie 1 września pododdziały 25 pal stały na tych samych stanowiskach, jakie zajmowały po 28 sierpnia. Po południu styczność bojową z batalionami I/60 pp i ON „Ostrów” nawiązały oddziały rozpoznawcze niemieckiej 30 DP. Próbę zajęcia Odolanowa przez niemiecki pododdział rozpoznawczy udaremniła celnym ostrzałem bateria 1/25 pal. Z uwagi na szybkie przemieszczanie się niemieckiej 8 Armii w pasie obrony Armii „Łódź”, zostały oskrzydlone pozycje 25 DP od strony południowej. Z uwagi na powyższe dowódca 25 DP gen. bryg. Franciszek Alter nakazał wycofanie oddziałów osłonowych dywizji na główną linię osłony wzdłuż rzeki Prosny. Nocą 1/2 września odwrót oddziałów dywizji osłaniał batalion III/60 pp wsparty 1/25 pal ze stanowisk ogniowych w rejonie Czekanowa, na skraju lasu w pobliżu folwarku Bagatela. I/25 pal bez 1 baterii pomaszerował w kierunku Ociąża i Skalmierzyc, dołączył do znajdujących się w lesie Śliwniki w pobliżu Skalmierzyc taborów i kolumny amunicyjnej dywizjonu. Reszta pułku nie nawiązała jeszcze styczności bojowej. 2 września II/25 bez 6 baterii został przydzielony do wsparcia 56 pp na odcinkach Czermin-Nowolipsk i Jastrzębniki-Jedlec. III/25 pal wspierał obronę na przedmościu Kalisz 29 pułku Strzelców Kaniowskich i 9 batalionu strzelców od Kościelnej Wsi do wsi Chotów i Żydów. 6/25 pal wspierała batalion I/60 pp nad Prosną na odcinku Szadek-Warszówka. 1/25 pal nadal pozostała na stanowiskach z dni poprzednich, z których ostrzelała atakujący pozycje III/60 pp, niemiecki pododdział ze zmotoryzowanymi armatami przeciwpancernymi lub samochodami pancernymi, powstrzymując jego dalsze działania rozpoznawcze i walkę ogniową z piechotą. 5/25 pal została przydzielona do wsparcia batalionu II/56 pp na linii Lenartowice-Kajew. W nocy 2/3 września 56 pp bez II batalionu wraz z 4/25 pal zluzowały 70 pp w rejonie Jankowa.
Wobec odrzucenia propozycji dowódcy Armii „Poznań” gen. dyw. Tadeusza Kutrzeby przez Naczelnego Wodza, wykonania natarcia siłami wzmocnionej 25 DP na skrzydło niemieckiej 8 Armii, atakującej Armię „Łódź”, wieczorem podjęto decyzję wycofania 25 DP na przedmoście Koło. Tam 25 DP miała wejść w skład Grupy Operacyjnej „Koło” dowodzonej przez gen. bryg. Edmunda Knoll-Kownackiego. Nocą 3/4 września 25 DP podjęła marsz; straż przednią dywizji stanowił 60 pp wraz z I/25 pal bez 1 baterii. Maszerowano poprzez Kokanin, Skarszewek, szosą na Turek do Turkowic, zajmując rejon Kowale Księże, Malanów. 1/25 pal z III/60 pp stanowiły ubezpieczenie, a następnie straż tylną dywizji. Po oderwaniu się od nieprzyjaciela pomaszerowały poprzez Kalisz, do Feliksowa. II/25 pal wraz z 56 pp wykonał marsz poprzez Janków, Stawiszyn, Zbiersk docierając do rejonu wsi Dzierzbin, Piętno. III/25 pal poprzez Kalisz, następnie po szosie do Turka i do lasów Nowe Prażuchy. Z uwagi na zatłoczenie dróg uchodźcami cywilnymi oddziały dywizji i 25 pal dotarły do celu marszu 4 września między godz. 8:00-12:00. Oddziały 25 DP odpoczywające po marszu były atakowane przez lotnictwo niemieckie. Ze względu na marsz kolumny niemieckiej na przeprawę na Warcie w Uniejowie, dowódca 25 DP skierował tam marszem dziennym I/25 bez 1 baterii, wraz z 60 pp bez III batalionu, celem opanowania mostu i przeprawy w Uniejowie przed oddziałami niemieckimi. Jeden z batalionów 60 pp został tam przewieziony przez kolumnę samochodową. 60 pp wraz z I/25 pal weszły w podporządkowanie bezpośrednio gen. Knoll-Kownackiego. Część maszerująca pieszo, w tym I/25 pal, dotarła do Uniejowa rano 5 września. 8/25 pal została wydzielona do wsparcia Oddziału Wydzielonego mjr. Bolesława Wodeckiego, w składzie 9 bs i batalionu marszowego 29 ppSK, osłaniającego marsz dywizji od strony Kalisza w rejonie Franulew-wzg. 189,2-Grąbków. Nocą 4/5 września 25 pal wraz z resztą dywizji podjął dalszy marsz na przedmoście Koło. III/25 pal bez 8 baterii wraz z 29 ppSK miał osiągnąć rejon Władysławowa, II/25 pal wraz z nimi 25 pal, zajęły stanowiska na głównej pozycji obronnej przedmościa Koło; były to umocnienia prowizoryczne z niewielką ilością ukończonych schronów polowych. II/25 pal wraz z 56 pp i batalionem ON „Krotoszyn” okolice Grzymiszewa, 1/25 pal wraz z III/60 pp Galewa. Rano 5 września oddziały 25 DP, a współdziałał z 56 pp na odcinku od lasu Wielopole do Grzymiszewa i Dębina. III/25 pal współdziałał z 29 ppSK pomiędzy lasami Dębin-Konstantynów, aż po lasy na północ od szosy do Turki i Uniejowa. 1/25 pal współdziałała z batalionem III/60 pp na linii Galew-Bogdałów.

#### Walka o Uniejów
Ponownie, tym razem na rozkaz Naczelnego Wodza, zaplanowano natarcie 25 DP z przedmościa Koło na miejscowość Dobra o godz. 21:00 5 września. Podjęto przegrupowanie 25 DP do natarcia prawym brzegiem Warty w kierunku południowym na korzyść Armii „Łódź”. Wieczorem gdy oddziały podjęły marsz, rozkaz odwołano, gdyż Armia „Łódź ”została już wyparta w kierunku wschodnim. W nocy 5/6 września II/25 pal z 56 pp powróciły po marszu na poprzednie stanowiska obronne, a III/25 pal z 29 ppSK przesunięto w rejon Psar. Nocą z 6/7 września podjęto marsz większości sił 25 pal w rejon Uniejowa. Jako pierwsza dotarła tam 1/25 pal wraz z III/60 pp, łącząc do swojego dywizjonu. Jako następne ok. północy dotarły III/25 pal wraz z 29 ppSK. Oddziały dywizji przeprawiały się przez Wartę po mostach w Uniejowie, III/25 pal bez 8 baterii wraz z 29 ppSK przeszedł w rejon Stemplewa na północny wschód od Uniejowa. W rejonie Czarnego Lasu i Psar odwrót dywizji osłaniała 8/25 pal wraz 9 bs i I/29 ppSK. 7 września od godz. 5:30 I/25 pal wspierał walki obronne 60 pp przed natarciem oddziałów niemieckiej 30 DP na zachodnim skraju Uniejowa. Od godz. 6:00 rozpoczęła przeprawę przez mosty na Warcie w Uniejowie Wielkopolska Brygada Kawalerii ostrzeliwana przez niemiecką artylerię i atakowana przez niemieckie lotnictwo. W południe nastąpiło ponowne niemieckie natarcie na pozycje 60 pp; jego obronę wsparły baterie I dywizjonu, które dzięki ześrodkowaniom ogniowym załamały niemiecki atak. Głównie baterie 1 i 2 wystrzeliły 370 pocisków. W trakcie manewru wycofania się na następną rubież opóźniania 2/25 pal ogniem na wprost unieruchomiła w trakcie zaskakującego ataku 5 czołgów wspierających niemiecka piechotę. W trakcie tych walk I dywizjon utracił jako poległych 13 żołnierzy, w tym 1 oficera, 3 podoficerów i 9 kanonierów. Rannych zostało 8 kanonierów. Zginęło 15 koni, a 10 zostało rannych. Do godz. 12:00 7 września przekroczył w Uniejowie po mostach Wartę II/25 pal wraz z 56 pp oraz działające jako straż tylna 8/25 pal wraz batalionem I/29 ppSK. II/25 pal wraz z towarzyszącą mu piechotą pomaszerowały do Dąbia, gdzie przekroczyły rzekę Ner i zatrzymały się na postoju. III/25 pal bez 8 baterii odmaszerował wraz z 29 ppSK też w rejon Dąbia. Celem osłony wycofania się I/25 pal wraz z 60 pp z Uniejowa, w rejonie Felicjanowa i Czekaja na wschód od Uniejowa stanowiska obronne zajęła 8/25 pal wraz z I/29 ppSK. W rejonie Zalesia i Dąbia nastąpiła koncentracja 25 pal. Do godz. 15:00 I/25 pal wraz z 60 pp obsadzał Uniejów, po czym wycofał się za Wartę i Ner w okolicach Dąbia. Do nocy 7/8 września 8 bateria haubic osłaniała odwrót, po czym również odmaszerowała do Dąbia. W trakcie marszu do Dąbia i podczas przeprawy, pododdziały i oddziały 25 DP były atakowane przez lotnictwo niemieckie i ostrzeliwane przez ciężką artylerię niemiecką. Szczególnie ucierpiała piechota z 60 pp i I/29 ppSK. 7 września rozkazem dowódcy armii i GO gen. bryg. Edmunda Knoll-Kownackiego 25 DP podjęła marsze mające na celu przegrupowanie się do planowanego zwrotu zaczepnego, poprzez Bzurę. II/25 pal z 56 pp nocą 7/8 września przemaszerował do rejonu Grabów Łęczycki, Łyżki, Budki. I/25 pal z 60 pp przemieścił się do rejonu Teofilki, kolonia Nagórki, kolonia Piaski. III/25 pal bez 8 baterii wraz z 29 ppSK pozostał na przeprawie w Dąbiu, której bronił, jak również mostu kolejowego na rzece Ner; dodatkowo dozorował odcinek rzeki Ner do Chełmna. Dowództwo 25 pal stanęło na postoju we wsi Celinów wraz z  25 dywizjonem artylerii ciężkiej i dowództwem Artylerii Dywizyjnej 25 DP.

#### Udział w bitwie nad Bzurą
Nocą 8/9 września oddziały 25 DP wzmocnionej 69 pułkiem piechoty z 17 Dywizji Piechoty podjęły ostateczne przegrupowania celem osiągnięcia podstaw wyjściowych do natarcia. II/25 pal wraz z 56 pp zajął rejon Upale, Gawronki, Kozuby. I/25 pal wraz z 60 pp folwark Siedlec. III/25 pal wraz z 29 ppSK i 9 bs okolice Grabowa Łęczyckiego. Zgodnie z rozkazem do natarcia dowódcy 25 DP, 56 pp ze wsparciem II dywizjonu armat miał poprzez Kwiatówek opanować Tum. 60 pp ze wsparciem I dywizjonu armat po sforsowaniu Bzury miał zorganizować przedmoście w południowej części Łęczycy, którą miał zdobyć 69 pp wsparty III dywizjonem 17 pułku artylerii lekkiej. III/25 pal wraz z 25 dac i dywizjonem II/7 pułku artylerii ciężkiej stanowił artylerię ogólnego działania. Po opanowaniu przedmiotów natarcia, dywizja miała przejść do pościgu za nieprzyjacielem w ogólnym kierunku na Ozorków i Modlną. 9 września o godz. 15:00 wyruszyła do natarcia większość batalionu I/56 pp, która nie otrzymała informacji o zmianie terminu natarcia. I batalion częścią sił wkroczył do Tumu, zajętego wcześniej przez kompanię z batalionu II/69 pp. O godz. 17:00 wyruszyło natarcie całej 25 DP i sąsiednich wielkich jednostek. 56 pp III i pozostałą częścią I batalionu uderzył na Kwiatówek, Tum Poduchowny i w kierunku częściowo opanowanego Tumu. Oba czołowe bataliony znalazły się pod ostrzałem niemieckiej artylerii i broni maszynowej. Baterie II dywizjonu armat skutecznie niszczyły niemieckie środki ogniowe, w tym stanowiska niemieckich karabinów maszynowych na wschodnich przedmieściach Łęczycy. Ostrzał był prowadzony do zapadnięcia ciemności, przerwany z uwagi na wdarcie się do Łęczycy pododdziałów 69 pp i części 56 pp. Ok. godz. 20:00 25 pal, 25 dac i III/17 pal wykonały nawałę ogniową na północny skraj Łęczycy. W jej wyniku obezwładniono niemieckie pododdziały broniące Łęczycy i przybyłe posiłki. Ok. godz. 23:00 pododdziały 56 pp, 60 pp i 69 pp po ciężkich walkach zdobyły centrum Łęczycy. Problemem okazało się zbudowanie przepraw dla artylerii przez Bzurę.
10 września w późnych godzinach rannych w pościg za oddziałami niemieckimi wyruszył 29 ppSK wraz z 9 bs i III/25 pal. Maszerujący jako oddział czołowy II/29 ppSK, wraz z 8/25 pal, uderzył wsparty ogniem haubic na niemieckie placówki w rejonie Sierpowa. Rozwinięty na stanowiskach ogniowych III/25 pal i wprowadzony do walki III/29 ppSK zdobyły i przełamały główną linię obrony niemieckiej w Sierpowie. Kolejne natarcie 29 ppSK poprowadzono na folwark Wróblew; pomimo wsparcia ogniem przez haubice III dywizjonu i wprowadzenie do walki 9 bs, do końca dnia nie zdobyto zamierzonego celu natarcia. Pościg za uchodzącym nieprzyjacielem o godz. 10:00 podjął 56 pp, z problemami podczas przeprawy przez Bzurę II/25 pal. Pościg prowadzono z Tumu poprzez Mętlew, Leśmierz, Czerchów. Po dojściu do folwarku Mętlew II dywizjon armat dostał się pod silny ostrzał artylerii niemieckiej, od którego poniósł straty. III/56 pp dotarł do Czerchowa, a reszta pułku zaległa podczas natarcia na Leśmierz. Wieczorem na styk 56 pp i 29 ppSK wyszedł kontratak niemieckiej piechoty wspartej czołgami, który odrzucił 56 pp i kompanię 29 ppSK do rejonu Mętlewa. I dywizjon armat wraz z 60 pp przebywał w odwodzie dywizji. 2/25 pal wraz z II/60 pp ubezpieczały Łęczycę od zachodu i południa. Późnym wieczorem oddziały niemieckiego 46 pp opuściły Leśmierz. 11 września od świtu prowadzono dalsze natarcie przez oddziały 25 DP. Do natarcia został wprowadzony, w zamian za 29 ppSK, 60 pp bez II batalionu z 9 bs oba wsparte przez I/25 pal bez 2 baterii. Oddział ten prowadził natarcie wzdłuż szosy Łęczyca-Ozorków z zadaniem zdobycia folwarków Wróblew i Ostrów. 56 pp wraz z II/25 pal nadal miał prowadzić natarcie przez dwór Tymienica, folwark Boczki, Czerchów, Sokolniki. III/25 pal wraz z 29 ppSK stanęły na postoju w Tkaczewie. Po całodziennych walkach 60 pp i I/25 pal bez 2 baterii, opanowały folwark Wróblew. Po ciężkich walkach z kilkukrotnym ześrodkowaniem ognia II dywizjonu 25 pal oraz okresowym wsparciu przez baterię 5/17 pal, późnym wieczorem 56 pp zdobył Czerchów. W trakcie tych walk podczas likwidacji gniazd oporu niemieckiej piechoty, w rejonie folwarku Boczki ranny został por. Mieczysław Trojanowski. Przed zmrokiem na stanowiska 60 pp w rejonie folwarku Wróblew i Solcy Wielkiej i Solcy Małej wyszło niemieckie natarcie powstrzymane ogniem armat I dywizjonu i broni maszynowej piechoty. O godz. 22:00 wyszło kolejne natarcie niemieckie, w tym samym rejonie, przy silnym wsparciu niemieckiej artylerii. Odrzuciło ono I/60 pp z folwarku Wróblew, który poniósł bardzo ciężkie straty; wspierająca go 3 bateria armat przerwała wsparcie z uwagi na zniszczenie połączeń telefonicznych. Po godz. 23:00 na folwark Wróblew, przy nawale ogniowej 1 i 3 baterii, wykonał natarcie odwodowy batalion III/60 pp zdobywając go. W nocy obsadzająca go 7 kompania strzelecka wycofała się po otrzymaniu przekazanego jej przez dywersanta rozkazu o odwrocie. Jednocześnie do osłony Łęczycy odesłano kolejną baterię z II/25 pal i batalion II/60 pp. Rano 12 września przed frontem 25 DP obronę przejął niemiecki 55 pp z niemieckiej 17 DP. Jednocześnie dalsze natarcie podjęło zgrupowanie 60 pp, bez batalionu II/60 pp, wsparte przez I/25 pal bez 2 baterii, wzmocnione przez batalion I/29 ppSK i III/25 pal bez 9 baterii. Ponownie rozpoczęto całodzienne walki o folwark Wróblew, a następnie dwór Wróblew, które ok. godz. 18:00 zajęto ostatecznie. Walczący w lewym skrzydle 9 bs wsparty był baterią 9/25 pal; po całodziennych ciężkich walkach i dużych stratach własnych zajął ostatecznie folwark Ostrów. Patrole 60 pp wieczorem dotarły w rejon stacji kolejowej na zachodnich przedmieściach Ozorkowa. 56 pp, wsparty przez II/25 pal bez baterii, podjął rano z Czerchowa natarcie w kierunku Sokolnik, których bronił niemiecki II batalion 95 pp z niemieckiej 17 DP. Natarcie 56 pp znalazło się pod silnym ostrzałem artylerii niemieckiej; pomimo tego po skutecznym wsparciu armat II dywizjonu zmuszono do odwrotu niemiecki batalion i o godz. 15:00 zajęto kompleks leśny Miasta Ogrodu Sokolniki i oskrzydlono niemiecką obronę w Ozorkowie. Znajdująca się w lesie 6 bateria 25 pal i batalion I/56 pp zostały ostrzelane prawdopodobnie przez 17 dywizjon artylerii ciężkiej ze składu 17 DP. Na skutek tragicznej pomyłki zginęło kilkunastu strzelców z 56 pp, 6 bateria poniosła wysokie straty w zabitych, utraciła większość koni, większość armat i sprzętu artyleryjskiego; przestała praktycznie istnieć. Do wieczora 56 pp wspólnie z 69 pp 17 DP opanowały Sokolniki i Modlną oraz wschodnie przedmieście Ozorkowa.                                                                                                                                                                                                                                                                                                                                                                                                                                                                                                                                                                                                                                                                                                                                                                                                                                                                                                                                                                                                                                                                                                                                                                                                                                                                                                                                                                                                                                                                                                                                                                                                                                                                                                                                                                                                                                                                                                                                                                                                                      
Z uwagi na zmianę koncepcji natarcia Armii „Poznań” gen. dyw. Tadeusz Kutrzeba wydał rozkaz dla dowódcy GO gen. Knoll-Kownackiego przerwania natarcia i przegrupowania grupy na północny brzeg Bzury i przygotowania nowego natarcia w kierunku Sochaczewa. Rozkaz dotarł do oddziałów 25 DP po godz. 21:00. Nocnym marszem 12/13 września dywizjony 25 pal podjęły marsz na północny brzeg Bzury wraz z pułkami piechoty, do których były przydzielone; II dywizjon przez Zagaj, I dywizjon w Witaszewicach, a III dywizjon w Łęczycy i Topoli Królewskiej. Po odpoczynku 13 września wraz z piechotą pobrano zaopatrzenie i uzupełniono amunicję. W nocy 13/14 września, podjęto kolejny nocny marsz, rano i przed południem 25 pal i 25 dac dotarły w okolice młyna Szymanówki, gdzie pułk odpoczywał przez dzień 14 września. Nocą 14/15 września 25 pal dywizjonami z pułkami piechoty podjął marsz w kierunku Sochaczewa. III/25 pal wraz z 29 ppSK i 9 bs maszerował poprzez Skrzeszewy, Model, Kamionka, Podczachy, Lubików do Osmolina. II/25 pal wraz z 56 pp przez Buszkówek, folwark Kaczkowizna, folwark Wola Stępowska, w rejon Kiernozia, Wygoda, Osmoleniec, Kochanków. I/25 pal wraz z 60 pp poprzez Dobrzelin, Zarębów, Kruki, folwark Kaczkowizna, Luszyn do folwarku Wola Stępowska i folwarku Poddębina. Ponieważ do świtu nie osiągnięto planowanych rejonów dyslokacji maszerujące kolumny, w tym 25 pal i jego pododdziały były bombardowane przez lotnictwo niemieckie, w wyniku nalotów poniesiono straty w rejonie Osmolina poległ kpt. Bronisław Dubiniewicz. Najbardziej ucierpiał III dywizjon haubic, który był bombardowany również na postoju.
Po zmierzchu 15 września dywizja podjęła marsz w dwóch kolumnach. Kolumna główna dywizji wraz z I i II dywizjonem 25 pal maszerowała po trasie Brodne, Wejsce, Konstantynów, Antosin, dwór Giżyce, dwór Ruszki. Zadaniem tej grupy wojsk było opanowanie rejonu Adamowej Góry. W kolumnie bocznej dywizji maszerował III dywizjon i 25 dac. Trasa tej kolumny wiodła przez Brzezie, Brzozów Stary, dwór Giżyce. Wojska tej kolumny opanować miały rejon Julipol i Młodzieszyn. Rano obie kolumny 25 DP dotarły do nakazanych rejonów. Jako pierwszy do rejonu Adamowej Góry dotarł 56 pp; towarzyszący mu II/25 pal zajął stanowiska ogniowe w pobliżu wsi Altanka. We wsi Sokule zatrzymało się dowództwo 25 pal. Kolumna północna 25 DP przybyła o godz. 6:00 do rejonu Julipol, Młodzieszyn; wysłany jako rozpoznanie czołowy batalion I/29 ppSK w pobliże Bibiampola został w zmasowanym ogniu niemieckiego oddziału i wypadu niemieckich czołgów rozbity. 29 ppSK przyjął ugrupowanie przeciwpancerne. III/25 pal, z uwagi na pojenie i karmienie koni, pozostał w tyle za kolumną piechoty. Kolumny maszerującej artylerii znalazły się pod ostrzałem ciężkiej artylerii niemieckiej zza Bzury. Na pułki piechoty 25 DP wyszło niemieckie uderzenie większości oddziałów wzmocnionej niemieckiej 4 Dywizji Pancernej. Baterie I dywizjonu rozproszone pozostawały ukryte w lasach przed atakami niemieckiego lotnictwa, nie wspierały 60 pp. II/25 pal pozostawał na swoich stanowiskach ogniowych, które były poza pasem natarcia niemieckiej 4 DPanc.; nie włączył się do wsparcia 56 pp. I i II dywizjon do końca dnia nie nawiązały łączności z wspieranymi pułkami piechoty. Maszerujący w kierunku stanowisk 29 ppSK III/25 pal został zaskoczony w godzinach popołudniowych w rejonie Justynowa przez oddziały niemieckiej 4 DPanc. atakujące od Bibiampola w kierunku Łęgu. III dywizjon, z uwagi na niezachowanie środków ostrożności i niewystawienie ubezpieczeń marszowych, został rozbity przez czołgi i utracił swoje baterie haubic. Wieczorem 16 września pozostałe pięć baterii 25 pal pomaszerowało w kierunku przepraw przez Bzurę, w okolicach Brochowa i Witkowic. Następnie częścią sił podjęło marsz w kierunku Puszczy Kampinoskiej.

#### Walki w Puszczy Kampinoskiej i w obronie Warszawy
17 września rano I dywizjon bez 1 baterii przeprawił się przez Bzurę wraz z 60 pp w Brochowie; pomimo ataków lotnictwa niemieckiego dotarł do lasów koło folwarku Tułowice ok. godz. 10:00, gdzie stanął na odpoczynek. Następnie pomaszerował w rejon Krzywej Góry. 1 bateria stanowiła straż tylną 60 pp wraz z 7 kompanią strzelecką; z uwagi na bombardowanie Brochowa przemieściła się w rejon Witkowic. II dywizjon z 4 i 5 baterią próbował przeprawić się wraz z 56 pp w Witkowicach, lecz na skutek bombardowań wycofał się wraz 56 pp do lasu w rejonie folwarku Stefanów. Poniósł dotkliwe straty w wyniku nalotów lotnictwa; w obu bateriach pozostały jedynie trzy armaty. 17 września wieczorem w lesie koło folwarku Stefanów zebrały się pododdziały 25 pal w gotowości do forsowania Bzury. Na miejscu było dowództwo 25 pal, 1 bateria armat, pozostałość II dywizjonu z trzema armatami 4 i 5 baterii, dowództwo III dywizjonu, oraz większość 56 pp i elementy innych oddziałów 25 DP; dodatkowo część dywizjonu II/17 pal. Baterie 25 pal ze stanowisk ogniowych w Radziwiłce wsparły natarcie 56 pp i innych pododdziałów, które sforsowały Bzurę i dotarły do Puszczy Kampinoskiej. Następnie o północy podeszły na przeprawę; po przeprawieniu się i dojściu na skraj Puszczy Kampinoskiej baterie zostały zaskoczone przez niemiecki kontratak. W jego wyniku baterie 1, 3 i 4 zostały częściowo rozproszone i dostały się do niemieckiej niewoli; niewielu żołnierzom udało się dołączyć do innych jednostek. Rano 18 września 2 i 3 baterie armat dotarły do Starej Dąbrowy, a następnie po południu do Cybulic; tam uzupełniono nieco amunicji z porzuconych jaszczy dywizjonu artylerii konnej. 19 września o godz. 10:00 baterie I dywizjonu dotarły w rejon składnicy amunicji w Palmirach. W nocy 19/20 września baterie wraz resztą 25 DP doszły do rejonu obrony Warszawy; tam 20 września przeszły do obrony na Młocinach i Burakowie. Jedna z baterii 25 pal zajęła obronę wraz z 60 pp w Burakowie Małym. Lasku Młocińskiego do wzg.109 bronił 56 pp wraz z baterią armat 25 pal. 22 września 60 pp i 29 ppSK oraz częściowo 56 pp toczyły ciężkie walki obronne z niemiecką 24 DP. Z uwagi na słabe wsparcie dwóch baterii 25 pal, pułki wycofały się na Bielany. Tym samym połączenie z Palmirami i Modlinem zostało przerwane.                                                                                                                                                                                                                                                                                                                                                                                                                                                                                                                                                                                                                                                                                                                                                                                                                                                                                                                                                                                                                                                                                                                                                                                                                                                                                                                                                                                                                                                                                                                                                                                                                                                                                                                                                                                                                                                                                                                                                                                                                       
Od 23 września 60 pp wraz z I dywizjonem 25 pal bez 1 baterii weszły w skład pododcinka „Północ”, Odcinka „Zachód” Obrony Warszawy. I dywizjon stanowił artylerię bezpośredniego wsparcia pododcinka. Dowódcą artylerii pododcinka został ppłk Antoni Wojtanowicz. 23 września z plutonów artylerii piechoty 56 pp i 60 pp sformowano baterię armat, a z artylerzystów i dział z 14 pułku artylerii lekkiej i 17 pal utworzono drugą baterię odtworzonego II dywizjon 25 pal, pod dowództwem mjr Jana Kowalskiego (z 14 pal). W nocy 24/25 września artylerzyści 25 pal dokonali udanego wypadu do Lasu Bielańskiego, celem odzyskania dwóch pozostawionych tam dział w trakcie odwrotu. Na dzień 25 września stan 25 pal na pododcinku „Północ” wynosił 55 oficerów, 1202 szeregowych, 460 koni i 17 dział. 25 września odtworzony 25 pal wspierał walki 60 pp w rejonie Bielan. 26 września baterie 25 pal znajdowały się pod intensywnym ostrzałem niemieckiej artylerii. 27 września do godz. 12:00 60 pp i baterie 25 pal prowadziły walki z atakującymi oddziałami niemieckimi; wsparcie było często przerywane z uwagi na niszczenie, na skutek ostrzału, linii telefonicznych. Od godz. 12:00 weszło w życie zawieszenie broni, które w nocy 27/28 września zostało naruszone przez dowódcę 3/25 pal por. Jerzego Komorowskiego, który rozkazał oddać kilka strzałów w kierunku pozycji niemieckich. 28 września pozostałość 25 pal złożyła broń i w następnych dniach udała się do niewoli niemieckiej.

### Oddział Zbierania Nadwyżek 25 pal
Po zmobilizowaniu 25 pal i oddziałów dywizyjnych nadwyżki w liczbie 600 żołnierzy pod dowództwem kpt. Bronisława Nowakowskiego  i zastępcy kpt. Romana Renkawka wyruszyły 2 września transportem kolejowym z Kalisza do Kielc. Tam miały wejść w skład Ośrodka Zapasowego Artylerii Lekkiej nr 7. W trakcie jazdy transport był atakowany przez niemieckie lotnictwo na stacjach Łódź Kaliska i Opoczno, gdzie zabity został 1 żołnierz i 7 zostało rannych. Transport nie dojechał do Kielc do OZAL nr 7 w Chęcinach koło Kielc. W okolicy Końskich 6 września został rozbity podczas bombardowania przez lotnictwo niemieckie. OZN 25 pal posiadał tylko 12-10 kbk; po wyładowaniu z rozbitego transportu pomaszerował do rejonu Radomia. W rejonie Radomia, z uwagi na zagrożenie przez niemieckie podjazdy, został podzielony na małe pododdziały, w składzie których miał maszerować w kierunku Wisły i ponownie skoncentrować się w Maciejowicach. W trakcie marszu część grup rozproszyła się, część dostała się do niemieckiej niewoli. Niewielka część przedostała się na wschodnie obszary kraju i dotarła głównie do Kowla, gdzie weszła w skład formowanej baterii artylerii.
| Struktura organizacyjna i obsada personalna we wrześniu 1939 | Struktura organizacyjna i obsada personalna we wrześniu 1939 |
| Dowództwo                                                    | Dowództwo                                                    |
| ------------------------------------------------------------ | ------------------------------------------------------------ |
| dowódca                                                      | ppłk Antoni Wojtanowicz                                      |
| adiutant pułku                                               | kpt. Tadeusz Bazyli Wdowiński                                |
| dowódca plutonu topograficzno-ogniowego                      | por. Stanisław Andrzej Zagórski                              |
| I dywizjon (armat 75 mm)                                     |                                                              |
| dowódca                                                      | mjr Stanisław Boryczko                                       |
| adiutant dywizjonu                                           | NN                                                           |
| oficer obserwacyjny                                          | por. Józef Majda                                             |
| oficer łączności                                             | ppor. Bronisław Zakrzewski                                   |
| oficer żywnościowy                                           | por. Władysław Niklewicz                                     |
| lekarz dywizjonu                                             | por. lek. Franciszek Sienkiewicz                             |
| dowódca kolumny amunicyjnej                                  | por. Telesfor Baranowski                                     |
| dowódca 1 baterii                                            | kpt. Leon Wojciechowski                                      |
| oficer zwiadowczy                                            | ppor. Wiktor Grzęda                                          |
| oficer ogniowy                                               |                                                              |
| dowódca 2 baterii                                            | kpt. Józef Purchla                                           |
| oficer zwiadowczy                                            | ppor. Alfons Zgeliński                                       |
| oficer ogniowy                                               | ppor. Jan Junik                                              |
| dowódca 3 baterii                                            | por. Jerzy Komorowski                                        |
| oficer zwiadowczy                                            |                                                              |
| oficer ogniowy                                               | ppor. Władysław Janik                                        |
| II dywizjon (armat 75 mm)                                    |                                                              |
| dowódca                                                      | mjr Juliusz Ziółkowski                                       |
| adiutant dywizjonu                                           | por. Bednarek                                                |
| oficer zwiadowczy                                            | por. rez. Otto Wilhelm Twórz                                 |
| oficer łączności                                             | por. Stanisław Bełkowski                                     |
| oficer żywnościowy                                           | ppor. Stanisław Schmdt                                       |
| lekarz dywizjonu                                             | ppor. lek. Jan Dąbkowski                                     |
| dowódca kolumny amunicyjnej                                  |                                                              |
| dowódca 4 baterii                                            | kpt. Jan Trzebuchowski                                       |
| dowódca 5 baterii                                            | por. Mieczysław Trojanowski                                  |
| oficer zwiadowczy                                            | plut. pchor. Grzegorz Jakubowski                             |
| oficer ogniowy                                               | ppor. rez. Józef Leon Ostrowski                              |
| dowódca 6 baterii                                            | ppor. Franciszek Jabłonka                                    |
| III dywizjon (haubic 100 mm)                                 |                                                              |
| dowódca dywizjonu                                            | ppłk Józef Jakub Nowak                                       |
| adiutant dywizjonu                                           | ppor. Bolesław Zozuliński                                    |
| oficer zwiadowczy                                            | por. rez. Roman Zawodziński                                  |
| oficer łączności                                             | por. Jaworski                                                |
| oficer obserwacyjny                                          | por. rez. Roman Witecki                                      |
| oficer łącznikowy do piechoty                                | ppor. rez. Fibiger                                           |
| oficer żywnościowy                                           | ppor. Wiktor Prądzyński                                      |
| lekarz dywizjonu                                             | sierż. pchor. san. dr Edward Dreszer                         |
| dowódca kolumny amunicyjnej                                  | por. Jan Makowski                                            |
| dowódca 7 baterii                                            | kpt. Bronisław Dubiniewicz                                   |
| dowódca 8 baterii                                            | kpt. Jerzy Turaszwili                                        |
| oficer ogniowy                                               | ppor. rez. Tadeusz Motylewski                                |
| dowódca 9 baterii                                            | por. Wacław Obszyński                                        |
| oficer ogniowy                                               | ppor. rez. inż. Adam Stanisław Lang                          |

## Symbole pułkowe

### Sztandar

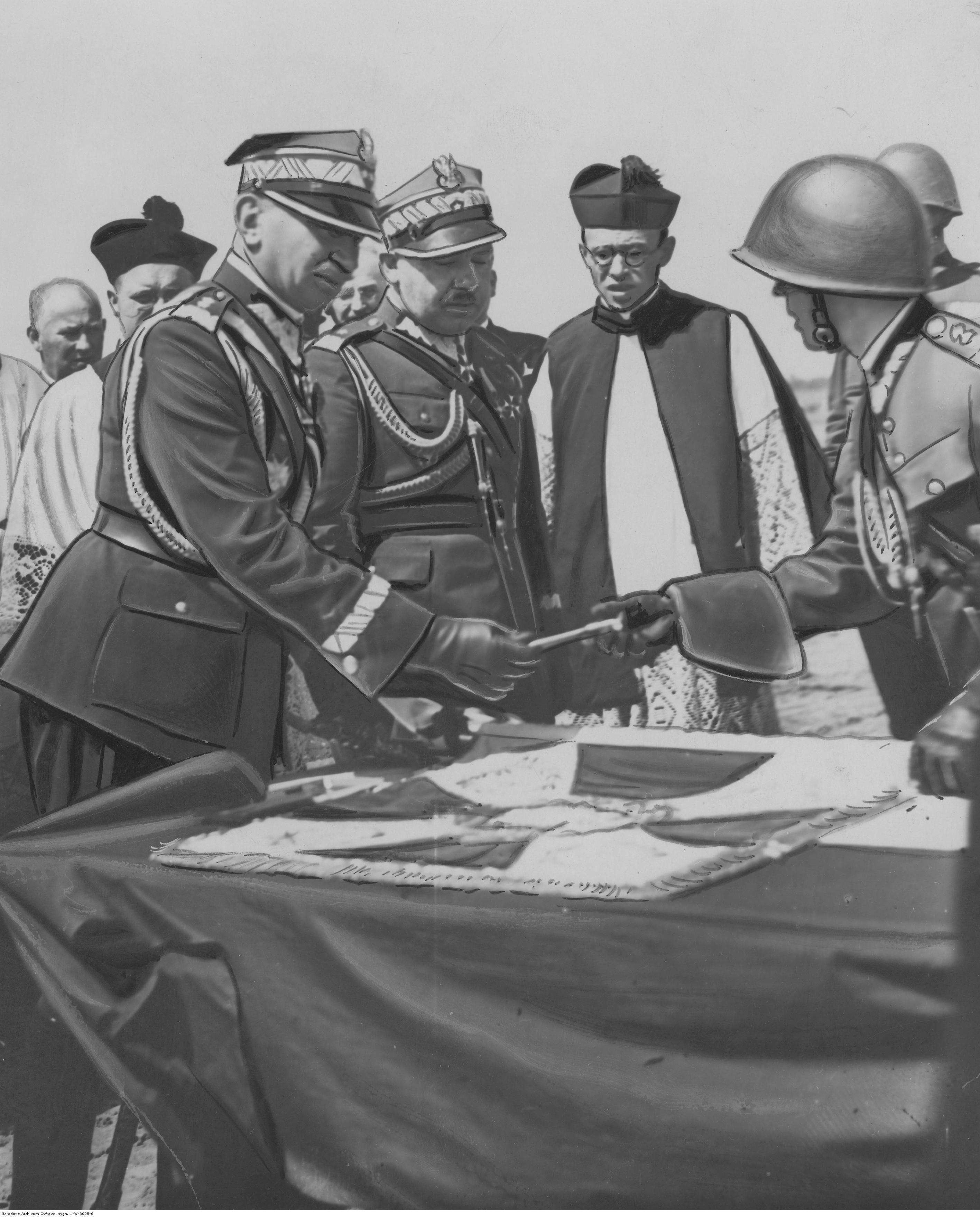
Wręczenie sztandarów pułkom artylerii z VII OK w Poznaniu 29 czerwca 1938 – gen. Juliusz Rómmel wbija gwóźdź w drzewce sztandaru.

10 grudnia 1937 roku Prezydent RP Ignacy Mościcki zatwierdził wzór sztandaru dla 25 pal.
29 czerwca 1938 roku, podczas ceremonii wręczenia sztandarów oddziałom artylerii poznańskiego OK, na dziedzińcu koszar na Sołaczu w Poznaniu, gen. dyw. Juliusz Rómmel wręczył dowódcy pułku sztandar ufundowany przez społeczeństwo ziemi kaliskiej.

Sztandar został wykonany zgodnie z wzorem określonym w rozporządzeniu Prezydenta Rzeczypospolitej z dnia 13 grudnia 1927 o godłach i barwach państwowych oraz o oznakach, chorągwiach i pieczęciach.
Na prawej stronie płata znajdował się amarantowy krzyż, w środku którego wyhaftowano orła w wieńcu laurowym. Na białych polach, pomiędzy ramionami krzyża, znajdowały się cyfry 25 w wieńcach laurowych.

Na lewej stronie płata sztandarowego, pośrodku krzyża kawaleryjskiego znajdował się wieniec taki sam jak po stronie prawej, a w wieńcu trzywierszowy napis „HONOR I OJCZYZNA”. W rogach sztandaru, w mniejszych wieńcach umieszczone były na tarczach:
- w prawym górnym rogu – wizerunek Matki Boskiej Ostrobramskiej,
- w lewym górnym rogu – wizerunek św. Barbary,
- w prawym dolnym rogu – godło ziemi kaliskiej,
- w lewym dolnym rogu – odznaka pamiątkowa 25 pal

Na ramionach krzyża kawalerskiego znajdowały się wyhaftowane nazwy i daty ważniejszych bitew pułku:
- na górnym – „Kalisz 31.X.1921”,
- na dolnym – „Żabinka 11.IX.1920”,
- na lewym – „Budsław 3-4.VI.1920”,
- na prawym – „Słoboda Jakimowska 17.III.1920”

### Odznaka pamiątkowa
Odznaka ma kształt krzyża maltańskiego o ramionach pokrytych zieloną emalią, o złoconych krawędziach z czarnym obramowaniem. Na środek krzyża nałożona okrągła tarcza ze srebrnym oksydowanym orłem wz. 1927 na czerwonym tle. Wokół tarczy na białym tle wpisano numer i nazwę pułku 25 PUŁK ARTYLERII POLOWEJ. Dwuczęściowa, wykonana w tombaku srebrzonym, emaliowana.
Wymiary: 46x45 mm. Wykonanie: Adam Nagalski - Warszawa<. W 1932 roku zmieniono napis na 25 Pułk Artylerii Lekkiej

## Żołnierze pułku
Dowódcy pułku
- ppłk art. Adam Meraviglia (od 31 X 1921)
- płk art. Józef Plisowski (VI 1922 – 20 III 1925 → szef Artylerii DOK II[46])
- płk art. Apolinary Biernacki (24 IV 1925[47] – 22 III 1929 → szef 4 Okręgowego Szefostwa Uzbrojenia[48])
- ppłk / płk art. Władysław Dawidajtis (III 1929 – 3 VIII 1931 → zarządca Głównej Składnicy Uzbrojenia Nr 1[49])
- ppłk / płk dypl. art. Czesław Szystowski (1 X 1931[49] – 1938 → dowódca artylerii dywizyjnej 17 DP)
- ppłk art. Antoni Wereszczyński (1938 – VIII 1939 → dowódca artylerii dywizyjnej 25 DP)
- ppłk art. Antoni Wojtanowicz (VIII – IX 1939)

Zastępcy dowódcy pułku
- ppłk art. Gwido Jan Henryk Śliwka (do I 1924 → zastępca dowódcy 10 pap[50][51])
- ppłk art. Jerzy Kosacki (od I 1924[50])
- ppłk art. Władysław Dawidajtis (XI 1927[52] – III 1929 → dowódca pułku[53])
- mjr / ppłk art. Stefan Zielke (od IV 1929[54])
- ppłk art. Leon Bukojemski (1936 – IV 1938)

### Żołnierze 25 pułku artylerii lekkiej - ofiary zbrodni katyńskiej
Biogramy ofiar zbrodni katyńskiej znajdują się między innymi w bazach udostępnionych przez Ministerstwo Kultury i Dziedzictwa Narodowego oraz Muzeum Katyńskie.
| Nazwisko i imię       | stopień              | zawód            | miejsce pracy przed mobilizacją | zamordowany |
| --------------------- | -------------------- | ---------------- | ------------------------------- | ----------- |
| Dobrowolski Jan       | porucznik rezerwy    | inżynier geodeta | inspektor okręgowy PCK          | Katyń       |
| Michniewicz Kazimierz | podporucznik rezerwy | urzędnik         |                                 | Katyń       |
| Urbaniak Antoni       | podporucznik rezerwy | ekonomista       | Bank Rolny w Gdyni              | Katyń       |
| Jankowski Roman Jan   | podporucznik rezerwy | inżynier rolnik  |                                 | Charków     |